# Xavante
Gli Xavante  sono un gruppo etnico del Brasile che ha una popolazione stimata in 20.829 individui (2020). Costituiscono il ramo Akwe dei popoli della famiglia linguistica Jê del Brasile centrale, insieme agli Xerente. Anche gli Xacriabá, stanziati nel Minas Gerais, e gli Acroás (estinti), sono gruppi considerati culturalmente e linguisticamente ad essi connessi.

## Lingua
Parlano la lingua xavante (codice ISO 639: XAV), lingua che appartiene alla famiglia linguistica Jê.

## Insediamenti
Vivono nello stato brasiliano del Mato Grosso nella regione che comprende la catena montuosa di Roncador e le valli dei fiumi Rio das mortes, Kuluene, Couto de Magalhães, Batovi e Garças, nella parte orientale del Mato Grosso. Questa regione ha subìto l'impatto ambientale dell'allevamento bovino estensivo dal 1960.

## Storia
Gli Xavante sono stati ridotti in schiavitù nel XVII secolo, dopo di che hanno cercato di evitare ogni contatto. Una convivenza temporanea con la società civilizzata nel XIX secolo, nello stato di Goiás, è stata seguita dal ritiro nell'interno del Mato Grosso quando si separarono dall'etnia degli Xerente, a cui erano strettamente correlati e con i quali formavano il macro-gruppo Akwe. Gli Xavante sono stati "riscoperti" nel corso del 1930. Dal 1946 al 1957, sono stati deportati, nel contesto del programma di integrazione nazionale del dittatore Getúlio Vargas, e decimati dalle malattie. A causa di queste  esperienze, provano una marcata diffidenza nei confronti degli uomini bianchi o portoghesi che chiamano waradzu.
Il leader Xavante Mário Juruna è stato il primo indigeno brasiliano a diventare un rappresentante federale.

## Struttura sociale

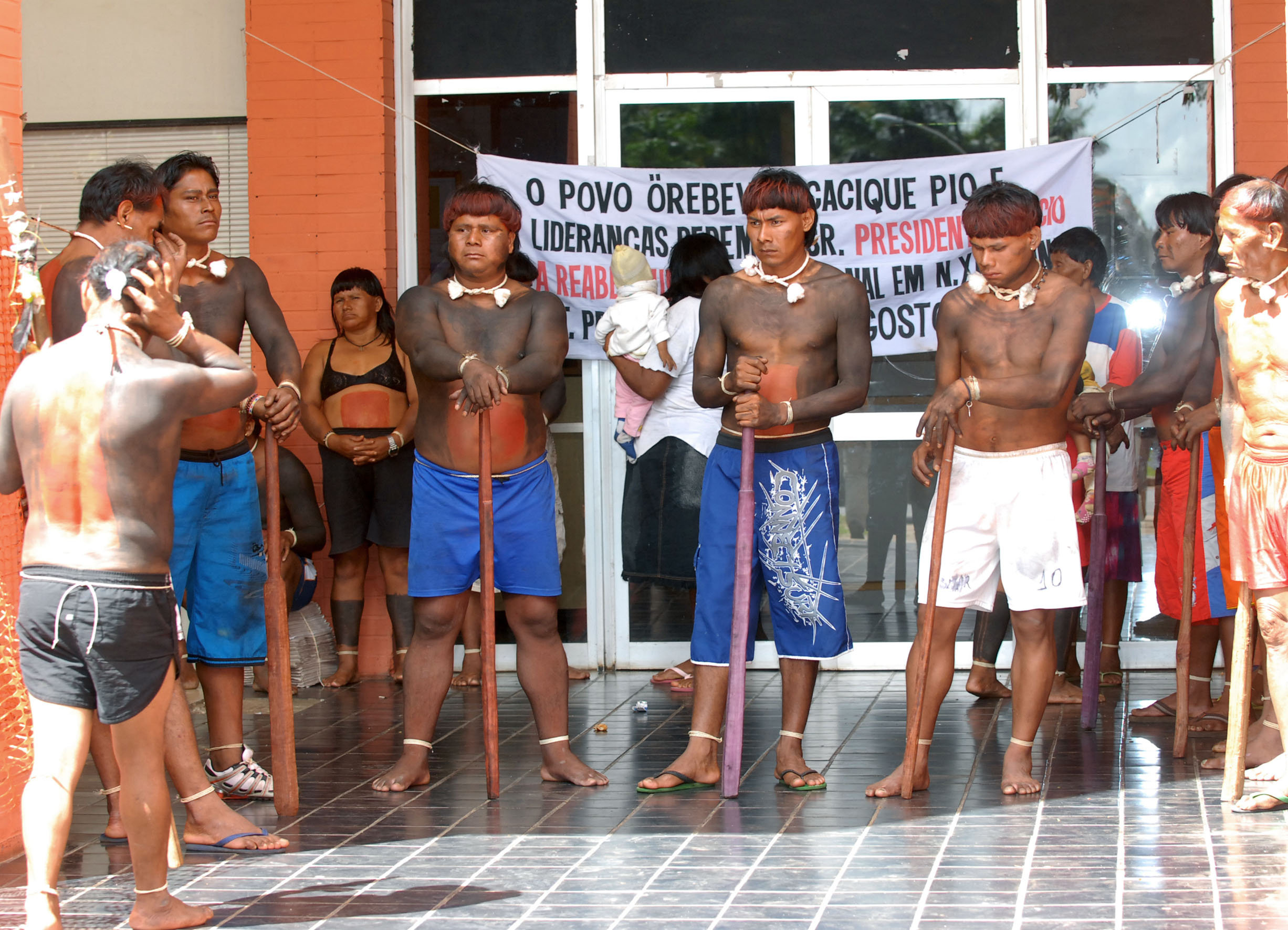
Gruppo di Xavante che tenta di impedire a funzionari del FUNAI di entrare nel presidio in forma di protesta, Brasilia (foto del 2007).

Gli Xavante sono conosciuti come un gruppo aggressivo e orgoglioso. Dispongono di una struttura dualistica della società. Due clan, gli Âwawẽ e i Po'reza'õno compongono il gruppo, e il matrimonio non è consentito tra i membri dello stesso clan.